# 馬安瀾
馬安瀾（1916年5月29日—2001年8月1日），中華民國陸軍二級上將，原名馬青海，生於遼寧省遼中縣，中华民国军事将领。

## 生平
黃埔軍校第十期步兵科畢業。西安事變時任蔣中正侍衛班班長，於聽到槍聲時趨前保護蔣，屈身幫蔣翻越華清池招待所高牆。陸軍大學第十八期、三軍聯合大學畢業，美国陸軍指揮参謀大學結業。歷任團長、副師長、師長、軍長、金門防衛司令部副司令官、陸軍第二野戰軍團司令。1969年7月至1972年5月，担任金門防衛司令部司令官，后升任陸軍副總司令。1975年3月，任中華民國陸軍總司令，晋升二级上將。1978年6月，調任参謀本部副參謀總長執行官。 1981年12月，調任總統府参軍長。1986年，改任中華民國總統府戰略顧問。2001年，8月1日在台北三軍總醫院病逝。於金門縣設有馬安瀾為名的安瀾國小。